# Drill 'n' bass
Drill 'n' bass är en subgenre till drum and bass. Genren utmärks bland annat av att man arbetar med bitcrusher på helt andra sätt än de traditionella visen. Rytmerna är mycket mer upphackade och man kan ofta höra trumfills i 64delar. Tempot är inte lika bundet som i drum and bass, utan kan skifta. Många använder sig av samplingar från till exempel jazz-, funk- och soullåtar.
Drill 'n' bass baseras framförallt på avancerad trumprogrammering och sampling av det klassiska "amen"-breaket. Detta var ett trumsolo som utfördes av Gregory Cylvester Coleman i The Winstons. Amenbreaket används ofta i samplad form inom hiphop, jungle, drum & bass, breakcore och IDM.

## Drill 'n' bass-artister/DJ:ar
- Aphex Twin
- Squarepusher
- The Flashbulb
- Luke Vibert

### Svenska drill 'n' bass-artister/DJ:ar
- Veqtor
- Awt